# 东英吉利的奥斯瓦尔德

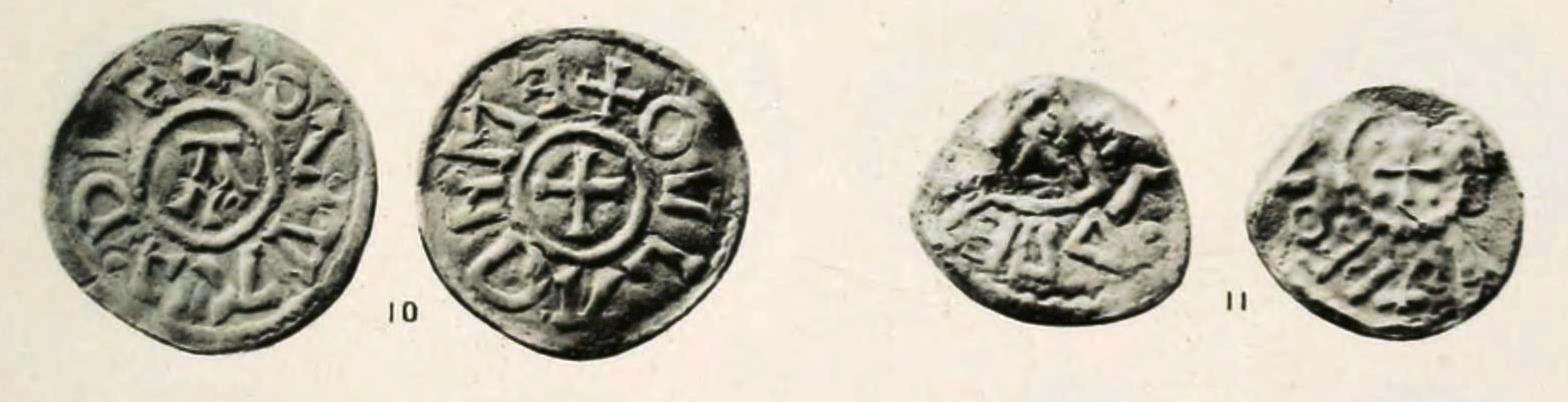
奧斯瓦爾德發行的錢幣

东英吉利的奥斯瓦尔德是東盎格利亞王國國王，870年代即位。他當時只是維京人的從屬國國王，此時的東盎格利亞王國實際上由維京人說了算。目前有刻有他名字的硬币出土。